# Matthieu Boulo
Matthieu Boulo (Vannes, 11 mei 1989) is een Franse veldrijder die uitkomt voor de ploeg Bretagne-Séché Environnement. In 2010 en 2011 werd hij Frans kampioen veldrijden bij de beloften.
In 2011 toonde hij zich voor het eerst bij de profs door knap 4e te eindigen in de Jaarmarktcross te Niel.

## Palmares

### Weg
2009
- Tour du Pays de Lesneven

2010
- 3e Frans Kampioenschap tijdrijden voor Beloften

### veldrijden
2006-2007
- Bretoens kampioen bij de Junioren
- 3e Frans kampioenschap bij de Junioren

2007-2008
- Bretoens kampioen bij de Beloften

2008-2009
- Beloftenveldrit Lanarvily
- 2e Frans kampioenschap bij de Beloften

2009-2010
- Frans kampioen bij de Beloften
- Winnaar van de Challenge de la France  voor Beloften
  - Overwinningen in St-Quentin,  Besançonen Quelneuc

2010-2011
- Frans kampioen bij de Beloften
- Bretoens kampioen bij de Beloften
- 2e in de eindstand voor de wereldbeker bij de beloften 
  - Overwinningen in Pontchâteau en Hoogerheide
- 4e op het WK bij de Beloften

2010-2011
- 4e in de Jaarmarktcross Niel

## Reultaten in voornaamste wedstrijden
| Jaar | Parijs-Roubaix | Waalse Pijl |
| ---- | -------------- | ----------- |
| 2015 | 121e           | 107e        |

## Ploegen
- 2010- Roubaix Lille Métropole
- 2011- Roubaix Lille Métropole
- 2012- Roubaix Lille Métropole
- 2013- Roubaix Lille Métropole
- 2014- Team Raleigh
- 2015- Bretagne-Séché Environnement

Atkins · Barker · Blain · Boulo · Christian · Kneisky · Oliphant · Perett · Stones · Wilkinson
Bideau · Boulo · Brun · Cam · Delaplace · Fédrigo · B. Feillu · R. Feillu · Fonseca · Gérard · Guillou · Hivert · Hoetarovitsj · Jarrier · Laborie · Ledanois · McLay · Périchon · Sepúlveda · Vachon · Bonnamour (stagiair) · Godoy (stagiair) · Madouas (stagiair)